# Dom Bosco
Dom Bosco es un municipio brasileño del estado de Minas Gerais. Su población estimada en 2017 es de 3 818 habitantes, según el Instituto Brasileño de Geografía y Estadística (IBGE).
El municipio debe su nombre al sacerdote italiano Juan Bosco. La antigua Forguilla del Espinho, denominada Vila Don Bosco, fue elevada a distrito en 1982. La instalación oficial del distrito ocurrió en 1984. La adopción del nombre Don Bosco y su emancipación como municipio fue en 1995 (Ley 12.030 de 1995).

## Geografía
De acuerdo con la división del IBGE vigente desde 2017, el municipio pertenece a las Regiones Geográficas Intermediarias de Patos de Minas e Inmediata de Unaí.

### Clima
Según la clasificación climática de Köppen, el municipio se encuentra en el clima semiárido cálido BSh.